# 皮尔尼茨宣言
《皮尔尼茨宣言》（Declaration of Pillnitz）于1791年8月27日在今德国萨克森州皮尔尼茨发布，签署人为神圣罗马帝国皇帝利奥波德二世和普鲁士国王腓特烈·威廉二世。

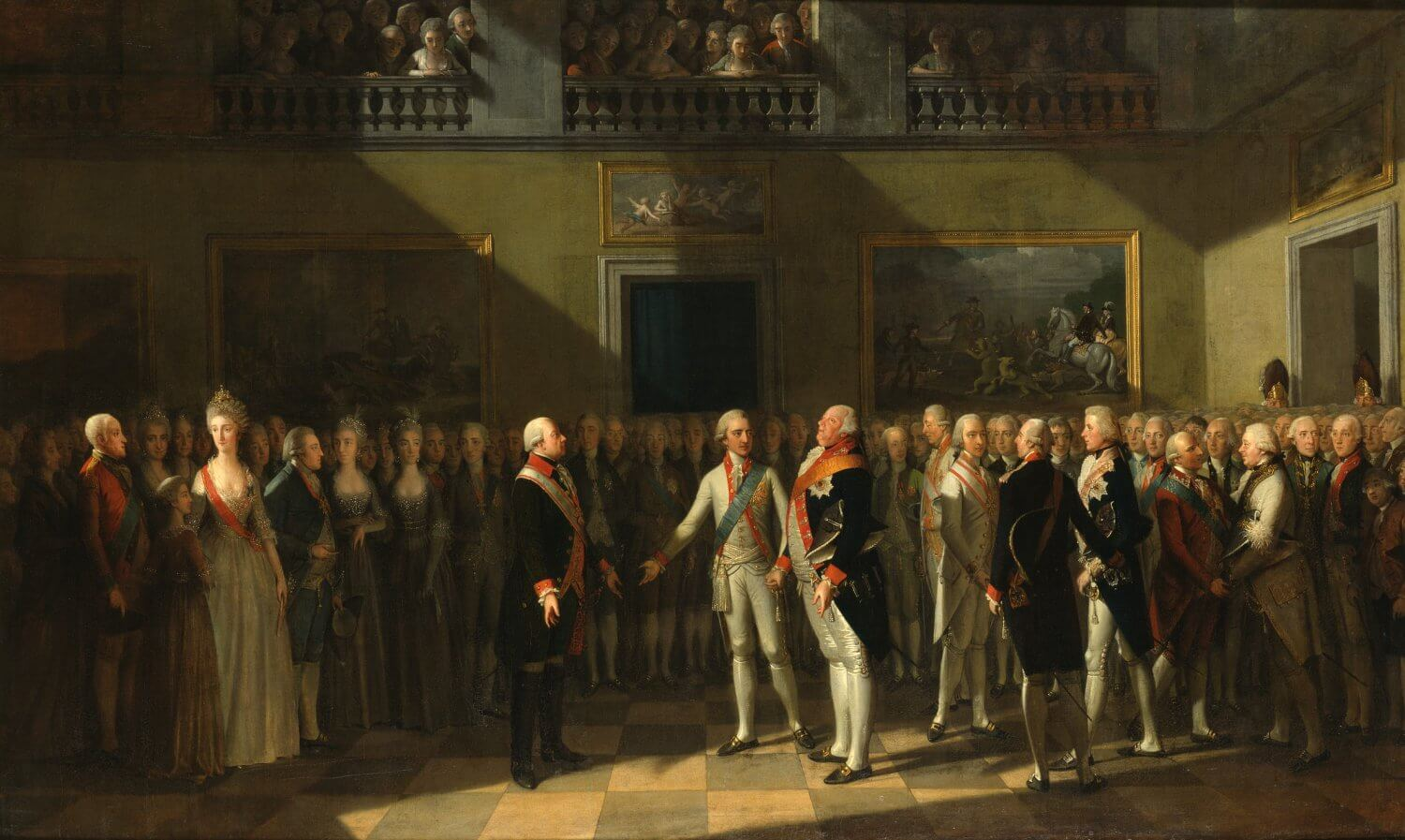
皮尔尼茨城的堡会面，1791年 J. H. Schmidt于同年作

宣言号召欧洲列强支持法国国王路易十六，警告法国大革命的革命者不要进一步侵犯路易十六的权力并将权力交还路易十六。宣言促使了法国大革命战争的爆发。
宣言表明只要歐洲其他列強對法國開戰，奧地利將會加入抗法戰爭之中。利奧波德認定英國首相小威廉·皮特並不支持對法戰爭，所以他巧妙運用詞句使奧地利未來不必捲入戰火中。利奧波德之所以發表此宣言，實為滿足流亡奧地利的法國僑民的要求，因他們號召外國勢力干預法國的情況。
然而即使利奧波德不欲開戰，國民制憲議會卻理解此宣言為奧地利即將開戰。激進的法國人如吉倫特派雅克·皮埃爾·布里索號召戰爭，以此作為機會擴大個人影響力。在1792年4月20日，法國大革命戰爭爆發。